# 千葉県道20号千葉大網線

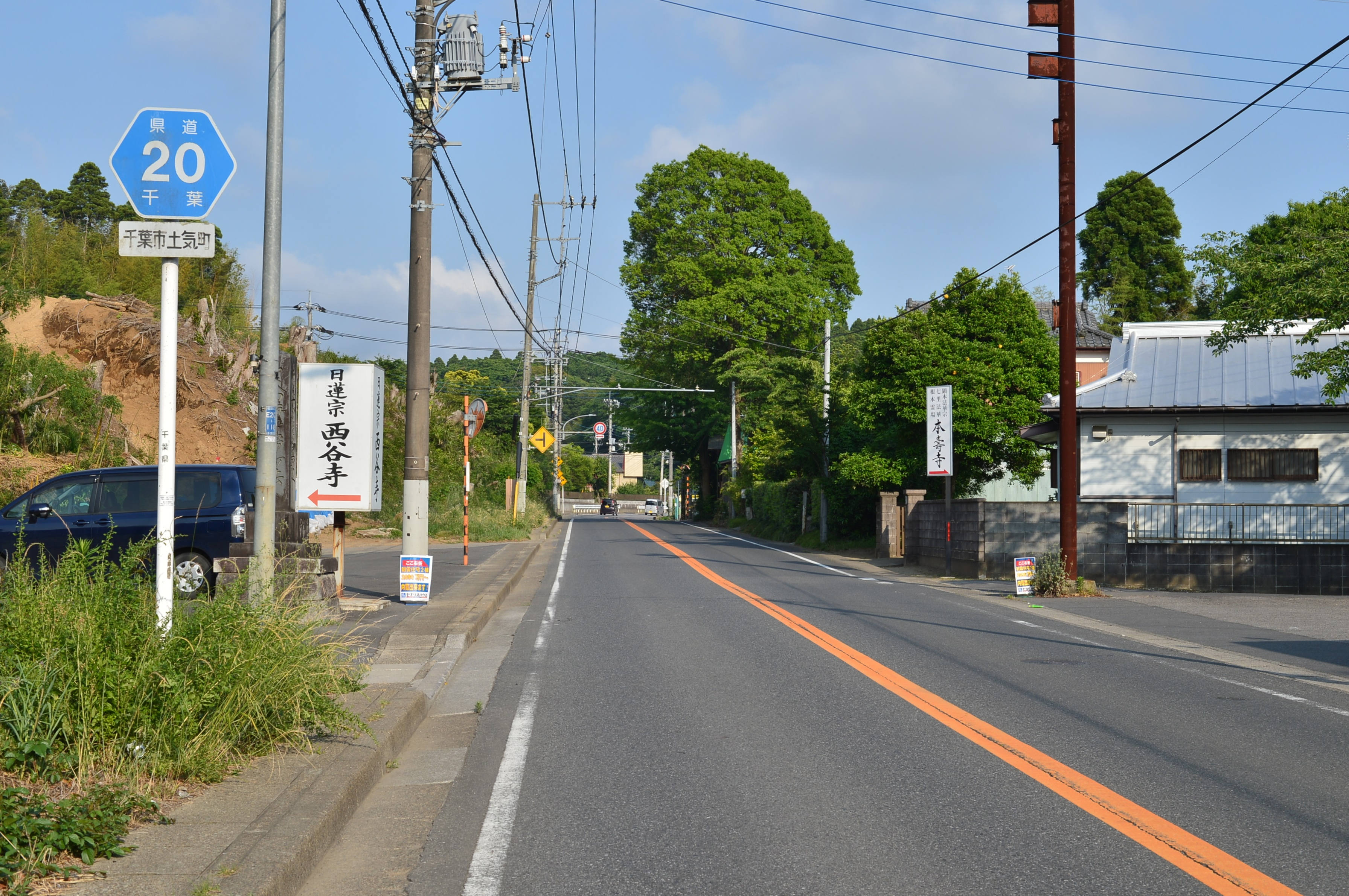
千葉県道20号千葉大網線
千葉市緑区土気町（2015年5月）

千葉県道20号千葉大網線（ちばけんどう20ごう ちばおおあみせん）は千葉県千葉市中央区神明町の国道357号との交点を起点とし、千葉市緑区や市原市を経て、大網白里市仏島の国道128号、千葉県道83号山田台大網白里線との交点を終点とする県道（主要地方道）である。千葉県道路愛称名による愛称は「大網街道」。

## 概要

### 路線データ
- 起点:千葉市中央区神明町
- 終点:大網白里市仏島「経田」交差点
- 総延長：*.* km（千葉土木事務所管内：*.* km、千葉市管内：*.* km、山武土木事務所管内：*.* km）
- 重用延長：*.* km（千葉土木事務所管内：*.* km、千葉市管内：*.* km、山武土木事務所管内：*.* km）
- 実延長：23.394 km（千葉土木事務所管内：*.* km[3]、千葉市管内：19.853 km[4]、山武土木事務所管内：3.541 km[5]）

## 路線状況

### 通称
- 大網街道

### 重複するおもな道路
- 千葉県道129号誉田停車場中野線（千葉市緑区誉田町地内、「誉田駅前」交差点 - 誉田陸橋東詰）
- 千葉県道132号土気停車場金剛地線（千葉市緑区土気町地内、「土気駅前」交差点 - 「土気市民センター前」交差点）
- 千葉県道83号山田台大網白里線（大網白里市駒込 - 大網白里市仏島、終点）

## 地理

### 通過する自治体
- 千葉県
  - 千葉市（中央区 - 緑区）- 市原市- 千葉市緑区 - 大網白里市

### 交差する道路
- 国道357号（千葉市中央区神明町、起点）
- 国道16号、京葉道路（千葉市中央区松ヶ丘町、松ヶ丘IC）
- 千葉県道67号生実本納線（千葉市緑区鎌取町、鎌取IC）
- 千葉県道66号浜野四街道長沼線（千葉市緑区鎌取町、「鎌取十字路」交差点）
- 千葉県道128号日吉誉田停車場線（千葉市緑区誉田町、「誉田駅前」交差点）
- 千葉県道129号誉田停車場中野線（千葉市緑区誉田町、誉田陸橋東詰）
- 千葉県道67号生実本納線（千葉市緑区誉田町、誉田IC）
- 千葉県道131号土気停車場千葉中線（千葉市緑区土気町、「土気駅前」交差点）
- 千葉県道132号土気停車場金剛地線（千葉市緑区土気町、「土気市民センター前」交差点）
- 千葉県道83号山田台大網白里線（大網白里市駒込）
- 国道128号、千葉県道83号山田台大網白里線（大網白里市仏島、終点）

### 沿線の施設
- 千葉県庁（千葉市中央区市場町）
- 千葉県警察本部（千葉市中央区長洲1丁目）
- 柏戸病院（千葉市中央区長洲2丁目）

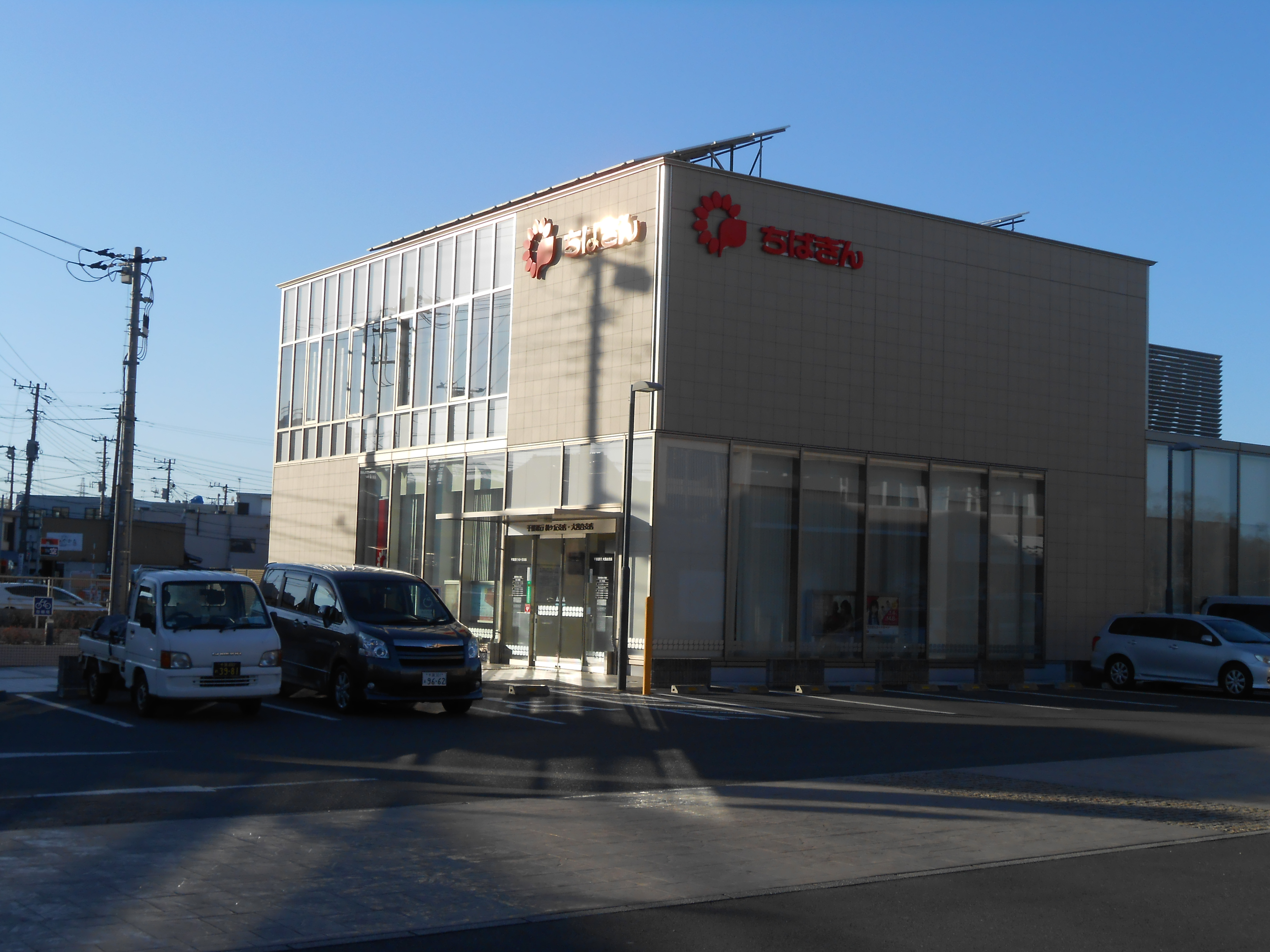
街道沿いにある千葉銀行松ケ丘支店（千葉市中央区の星久喜三叉路交差点付近）。

- 千葉市ハーモニープラザ（千葉市中央区千葉寺町）
- 青葉の森公園（千葉市中央区青葉町）
- 千葉第一自動車教習所（千葉市中央区松ケ丘町）
- 千葉東病院（千葉市中央区仁戸名町）
- ジェイコー千葉病院（千葉市中央区仁戸名町）
- 千葉県がんセンター（千葉市中央区仁戸名町）
- トップマート松ヶ丘店(本社)（千葉市中央区仁戸名町）
- 千葉県立千葉聾学校（千葉市緑区鎌取町）
- 千葉市立誉田小学校（千葉市緑区誉田町1丁目）
- 千葉市昭和の森公園（千葉市緑区土気町）
- アミリィ大網白里ショッピングセンター（大網白里市みやこ野1丁目）